# Sminthopsis
Sminthopsis é um gênero de marsupial da família Dasyuridae.

## Espécies
- Sminthopsis aitkeni Kitchener, Stoddart e Henry, 1984
- Sminthopsis archeri van Dyck, 1986
- Sminthopsis bindi van Dyck, Woinarsky e Press, 1994
- Sminthopsis boullangerensis Crowther, Dickman e Lynam, 1999
- Sminthopsis butleri Archer, 1979
- Sminthopsis crassicaudata (Gould, 1844)
- Sminthopsis dolichura Kitchener, Stoddart e Henry, 1984
- Sminthopsis douglasi Archer, 1979
- Sminthopsis fuliginosus (Gould, 1852)
- Sminthopsis gilberti Kitchener, Stoddart e henry, 1984
- Sminthopsis granulipes Troughton, 1932
- Sminthopsis griseoventer Kitchener, Stoddart e Henry, 1984
- Sminthopsis hirtipes Thomas, 1898
- Sminthopsis leucopus (J. E. Gray, 1842)
- Sminthopsis longicaudata Spencer, 1909
- Sminthopsis macroura (Gould, 1845)
- Sminthopsis murina (Waterhouse, 1838)
- Sminthopsis ooldea Troughton, 1964
- Sminthopsis psammophila Spencer, 1895
- Sminthopsis virginiae (de Tarragon, 1847)
- Sminthopsis youngsoni McKenzie e Archer, 1982